# Ummendorf, Börde
Ummendorf là một đô thị ở huyện Börde thuộc bang Sachsen-Anhalt, nước Đức. Đô thị Ummendorf, Börde có diện tích 15,68 km², dân số thời điểm ngày 31 tháng 12 năm 2006 là 1036 người.